# Dendrophyllia alternata
Dendrophyllia alternata är en korallart som beskrevs av Pourtalès 1880. Dendrophyllia alternata ingår i släktet Dendrophyllia och familjen Dendrophylliidae. Inga underarter finns listade i Catalogue of Life.